# Достиника
Достиника (на сръбски: Достиника), наричано също Достиник или Дестиникон (на гръцки: Δεστινίκον) е исторически град на Балканския полуостров. Той е първото от осемте селища в „покръстена Сърбия“, ядрото на Сръбското княжество, изброени във византийския източник от средата на X век „За управлението на империята“. Точното му местоположение не е изяснено, като съвременните изследователи разглеждат различни възможности в Рашка и Метохия.